# Richard Kuklinski
 Der er for få eller ingen kildehenvisninger i denne artikel, hvilket er et problem. Du kan hjælpe ved at angive troværdige kilder til de påstande, som fremføres i artiklen.

Richard Leonard "Iceman" Kuklinski (født 11. april 1935 i Jersey City, USA, død 5. marts 2006 i Trenton, USA) var en amerikansk morder og lejemorder.
Han arbejdede for flere italiensk-amerikanske familier og påstod at have dræbt imellem 33 og 200 mennesker under hans karriere som lejemorder, der varede over 30 år. Der er dog ikke fundet beviser for, at han skulle have dræbt så mange.

## Karriere som lejemorder
Kuklinskis karriere som lejemorder begyndte, da en kendt mafioso i New York fik nys om den unge Kuklinski, der ikke var bange for nogen eller noget. Før Kuklinski blev lukket ind, måtte han gennem en prøve. Mafiosoen, en anden gangster og Kuklinski kørte rundt i en bil. Pludselig stoppede bilen, og mafiosoen bad Kuklinski om at skyde en tilfældig mand, der gik og luftede sin hund. Det gjorde Kuklinski og blev derefter hurtigt mafiosoens foretrukne bøddel.
Kuklinski insisterer på, at hans arbejde for mafiaen altid har været rent forretningsmæssigt. Der er angiveligt heller ingen, der ved, hvad han lavede, før han blev arresteret.
Kuklinski skulle senere i livet få øgenavnet ”The Iceman”, som betyder ismanden, fordi han tit valgte at efterlade sine ofre i en fryser op til flere år for at besværliggøre efterforskningen.
Kuklinski satte en ære i at udvikle sit fag og udvide sine drabsmetoder. Robert Prongay, kaldet Mr. Softee - fordi han arbejdede ud fra en isbil - lærte ham at dræbe med gift. Den metode brugte Kuklinski, da han på et diskotek stak en nål i en mand, der få øjeblikke efter faldt død om, tilsyneladende af et hjerteanfald. Kuklinski dræbte med skydevåben, kniv, molotov cocktail, gift og de bare hænder. En gang skød han en fuldstændig fremmed med en armbrøst, hvilket var ikke hverken for penge eller et personligt anliggende - Kuklinski ville bare se, om metoden virkede.

## Familie
Richard blev født 11. april 1935 i Jersey City, New Jersey. Kuklinski var andet barn af Stanley og Anna Kuklinski, som var af polsk–amerikansk herkomst. Faderen, Stanley Kuklinski, arbejdede ved jernbanen som ”bremsemand”. Han var en alkoholiker, der med jævne mellemrum bankede sin kone og sine børn.[kilde mangler]
Anna Kuklinski arbejdede på et slagteri. Hun beskrives som utrolig streng og en hengiven katolik, der også tit bankede børnene.[kilde mangler]
Da Kuklinski var 5 år gammel, blev hans ældre bror, Florian, banket ihjel af faderen. Da faderen indså, at han havde slået sin søn ihjel, gav han moderen ordre om at ringe til hospitalet og fortælle, at Florian var faldet ned af trappen og havde slået sit hoved.[kilde mangler]
Faderen, Stanley, forlod herefter sin familie, og børnene måtte klare sig alene med deres mor.[kilde mangler]
Da Kuklinski var 16 år gammel, var han allerede kendt for sit eksplosive temperament og hans villighed til at slå ihjel.[kilde mangler] I et interview med HBO fra 2001 udtalte Kuklinski, at han havde arvet sin fars evne til koldblodigt at slå ihjel, og fortalte ligeledes, at han hadede sin far og ville have slået ham ihjel, hvis han havde haft muligheden.
Han havde en yngre bror, Joseph Kuklinski, der i 1970’erne blev dømt for voldtægt og mord.